# Regencia de Kutai Oriental
La regencia de Kutai Oriental (en indonesio: Kabupaten Kutai Timur) es una regencia (Kabupaten) de la provincia de Kalimantan Oriental, Indonesia. Tiene una superficie de 35.747,50 km² y una población de 253.904 habitantes en el censo de 2010 y de 434.459 en el de 2020. La ciudad de Sangatta es la capital de la regencia.
Hay varias empresas mineras de carbón con concesiones en los alrededores de esta regencia, entre ellas Kaltim Prima Coal, una de las mayores empresas mineras de carbón de Indonesia. En la regencia también se encuentra una de las mayores minas de carbón de Asia: la mina de carbón de Kutai Oriental.
En Kutai Oriental se encuentra el arte figurativo más antiguo del mundo, en Lubang Jeriji Saléh.

## Distritos administrativos
La regencia de Kutai Oriental está dividida en dieciocho distritos (kecamatan), tabulados a continuación con sus áreas y sus poblaciones censadas en 2010 y 2020 La tabla también incluye el número de aldeas administrativas (rurales desa y urbanas kelurahan) en cada distrito, y sus códigos postales.
| Nombre del distrito               | Superficie en km² | Población censo 2010 | Población censo 2020 | Node pueblos | Código postal |
| --------------------------------- | ----------------- | -------------------- | -------------------- | ------------ | ------------- |
| Muara Ancalong                    | 2,739.30          | 12,511               | 15,246               | 6            | 75656 (a)     |
| Busang                            | 3,721.61          | 4,326                | 6,396                | 6            | 75556         |
| Long Mesangat                     | 526.98            | 4,250                | 7,168                | 7            | 75654 - 75656 |
| Muara Wahau                       | 5,724.32          | 15,734               | 35,963               | 10           | 75655         |
| Telen                             | 3,129.61          | 5,766                | 10,829               | 8            | 75554         |
| Kongbeng                          | 581.27            | 15,631               | 27,609               | 7            | 75555         |
| Muara Bengkal                     | 1,522.80          | 11,331               | 14,030               | 7            | 75656         |
| Batu Ampar                        | 204.50            | 4,201                | 7,673                | 7            | 75654         |
| Sangatta Utara (North Sangatta)   | 1,262.59          | 72,156               | 120,873              | 4            | 75681         |
| Bengalon                          | 3,196.24          | 22,698               | 45,314               | 11           | 75618         |
| Teluk Pandan (Pandan Bay)         | 831.00            | 12,208               | 18,791               | 6            | 75682         |
| Sangatta Selatan (South Sangatta) | 1,660.85          | 18,194               | 30,117               | 4            | 75680         |
| Rantau Pulung                     | 143.82            | 7,203                | 12,167               | 9            | 75683         |
| Sangkulirang (b)                  | 3,322.80          | 16,181               | 26,449               | 15           | 75686         |
| Kaliorang                         | 438.91            | 7,998                | 15,355               | 7            | 75617         |
| Sandaran (c)                      | 3,419.30          | 6,494                | 12,604               | 9            | 75685         |
| Kaubun                            | 257.45            | 9,622                | 14,867               | 8            | 75619         |
| Karangan                          | 3,064.36          | 9,133                | 13,008               | 7            | 75684         |
| Totales                           | 35,747.50         | 253,904              | 434,459              | 141          |               |

Notas: (a) excepto el pueblo de Kelinjau Ulu (cuyo código postal es 75556). (b) incluye 16 islas frente a la costa de Kalimantan. (c) incluye 8 islas frente a la costa de Kalimantan. 

## Clima
Sangatta, sede de la regencia, tiene un clima tropical de bosque húmedo (Af) con precipitaciones moderadas de julio a octubre y abundantes de noviembre a junio. 
| Parámetros climáticos promedio de Sangatta | Parámetros climáticos promedio de Sangatta | Parámetros climáticos promedio de Sangatta | Parámetros climáticos promedio de Sangatta | Parámetros climáticos promedio de Sangatta | Parámetros climáticos promedio de Sangatta | Parámetros climáticos promedio de Sangatta | Parámetros climáticos promedio de Sangatta | Parámetros climáticos promedio de Sangatta | Parámetros climáticos promedio de Sangatta | Parámetros climáticos promedio de Sangatta | Parámetros climáticos promedio de Sangatta | Parámetros climáticos promedio de Sangatta | Parámetros climáticos promedio de Sangatta |
| Mes                                        | Ene.                                       | Feb.                                       | Mar.                                       | Abr.                                       | May.                                       | Jun.                                       | Jul.                                       | Ago.                                       | Sep.                                       | Oct.                                       | Nov.                                       | Dic.                                       | Anual                                      |
| ------------------------------------------ | ------------------------------------------ | ------------------------------------------ | ------------------------------------------ | ------------------------------------------ | ------------------------------------------ | ------------------------------------------ | ------------------------------------------ | ------------------------------------------ | ------------------------------------------ | ------------------------------------------ | ------------------------------------------ | ------------------------------------------ | ------------------------------------------ |
| Temp. máx. media (°C)                      | 30.0                                       | 30.2                                       | 30.4                                       | 30.4                                       | 30.6                                       | 30.1                                       | 29.7                                       | 30.2                                       | 30.3                                       | 30.9                                       | 30.6                                       | 30.3                                       | 30.3                                       |
| Temp. media (°C)                           | 26.4                                       | 26.6                                       | 26.8                                       | 26.8                                       | 27.1                                       | 26.7                                       | 26.3                                       | 26.7                                       | 26.7                                       | 27.2                                       | 26.9                                       | 26.7                                       | 26.7                                       |
| Temp. mín. media (°C)                      | 22.9                                       | 23.0                                       | 23.2                                       | 23.3                                       | 23.7                                       | 23.4                                       | 22.9                                       | 23.3                                       | 23.2                                       | 23.5                                       | 23.3                                       | 23.2                                       | 23.2                                       |
| Lluvias (mm)                               | 157                                        | 142                                        | 190                                        | 203                                        | 201                                        | 157                                        | 107                                        | 115                                        | 117                                        | 123                                        | 193                                        | 190                                        | 1895                                       |
| Fuente: Climate-Data.org                   |                                            |                                            |                                            |                                            |                                            |                                            |                                            |                                            |                                            |                                            |                                            |                                            |                                            |